# Лукавець (Любачівський повіт)
Лукавець (пол. Łukawiec) — розташоване на Закерзонні село в Польщі, у гміні Великі Очі Любачівського повіту Підкарпатського воєводства.
Населення — 1432 особи (2011).

## Історія
За королівською люстрацією 1589 р. Лукавець — село округи Любачева Белзького повіту Белзького воєводства у власності любачівського плебана, налічувало 19,5 лану оброблюваної землі, 31 загородник, 4 майстри, 7 коморників, піп, 5 коморників з тягловою худобою.
У 1672 р. під час набігу татар убито двоє селян, 108 поневолено в ясир, забрано 50 голів худоби і 14 коней, спалено 2 хати.
У 1880 р. село належало до Цішанівського повіту, було 1279 жителів у селі та 20 на землях фільварку, з них 733 греко-католики і 489 римо-католиків.
У 1939 році в селі проживало 2 030 мешканців, з них 1 040 українців-грекокатоликів, 740 українців-римокатоликів, 200 поляків і 50 євреїв. Село входило до ґміни Любачів Любачівського повіту Львівського воєводства.
Наприкінці вересня 1939 р. село зайняла Червона армія. 27.11.1939 постановою Президії Верховної Ради УРСР село у складі повіту включене до новоутвореної Львівської області, а 17 січня 1940 року — до Любачівського району. В червні 1941, з початком Радянсько-німецької війни, село було окуповане німцями. В липні 1944 року радянські війська заволоділи селом, а в жовтні 1944 року село зі складу Львівської області передано Польщі. Українців добровільно-примусово виселяли в СРСР, але вони чинили спротив у рядах УПА і підпілля ОУН. Решту українців у 1947 р. депортовано на понімецькі землі.
У 1975-1998 роках село належало до Перемишльського воєводства.

## Церква
До виселення українці-греко-католики належали до парафії Бігалі Любачівського деканату Перемишльської єпархії.
У селі знаходиться дерев'яна церква святого Дмитра Великомученика з 1701 р. Після виселення українців церква пустувала, у 1960-х перетворена на склад, у 1987 р пошкоджена пожежею, ремонтована в 1990—1994 рр.

## Демографія
Демографічна структура станом на 31 березня 2011 року:
|          | Загалом | Допрацездатний вік | Працездатний вік | Постпрацездатний вік |
| -------- | ------- | ------------------ | ---------------- | -------------------- |
| Чоловіки | 724     | 171                | 478              | 75                   |
| Жінки    | 708     | 148                | 399              | 161                  |
| Разом    | 1432    | 319                | 877              | 236                  |